# أورثو-ماكنيل-يانسن
شركة أورثو-ماكنيل-يانسن الدوائية (بالإنجليزية: Ortho-McNeil-Janssen Pharmaceuticals, Inc.)‏ هي شركة رعاية صحية تابعة لشركة جونسون آند جونسون، وتضم الشركة قسمين:
- يانسن، ومقره في بيرسه في بلجيكا، وهو مختص بالصحة النفسية
- أورثو-ماكنيل، ومقره في راريتان في نيوجيرسي في الولايات المتحدة، وهو قسم مختص بالرعاية الأولية.

وبسبب بعض القضايا ضد أورثو-ماكنيل فقد تم التوصل مع اتفاق في شركة جونسون آند جونسون إلى يكون اسم هذه الشركة التابعة يانسن للأدوية.